# Steven Levitt
Steven David Levitt (Nova Orleães, 29 de maio de 1967) é um economista norte-americano e professor de Economia da Universidade de Chicago.
Laureado em 2003 com a Medalha John Bates Clark. Conhecido por seu livro Freakonomics, de 2005, em parceria com Stephen J. Dubner, onde usa a teoria econômica para explicar de forma inusitada fenômenos da vida cotidiana.
Doutorado pelo Instituto de Tecnologia de Massachusetts, os interesses de Levitt estão distantes da economia convencional. Nas palavras dele: "Não sou bom em matemática, não domino econometria...". Levitt se interessa pelo dia-a-dia e seus enigmas, procurando desvendar a maneira como o mundo realmente funciona.[carece de fontes?]

## Carreira
Levitt frequentou a St. Paul Academy e a Summit School em Saint Paul, Minnesota. Ele se formou na Universidade de Harvard em 1989 com seu bacharelado em Economia summa cum laude, escrevendo sua tese sênior sobre bolhas racionais na criação de cavalos, e depois trabalhou como consultor na Corporate Decisions, Inc. (CDI) em Boston, assessorando empresas da Fortune 500. Ele recebeu seu PhD em Economia pelo MIT em 1994. Ele é atualmente um professor William B. Ogden Distinguished Service e diretor do Gary Becker Milton Friedman Institute for Research in Economics da Universidade de Chicago. Em 2003, ele ganhou a Medalha John Bates Clark, concedida a cada dois anos pela American Economic Association ao economista mais promissor dos Estados Unidos com menos de 40 anos. Em abril de 2005, Levitt publicou seu primeiro livro, Freakonomics (em coautoria com Stephen J. Dubner), que se tornou um best-seller do The New York Times. Levitt e Dubner também iniciaram um blog dedicado à Freakonomics.

## Obras selecionadas
- Levitt, Steven; Dubner, Stephen (2005). Freakonomics. O lado oculto e inesperado de tudo que nos afeta. [S.l.]: Campus. ISBN 8535215042
- Levitt, Steven D. (inverno de 2004). «Understanding Why Crime Fell in the 1990s: Four Factors that Explain the Decline and Six that Do Not» (PDF). Journal of Economic Perspectives. 18: 163-190
- Levitt, Steven D. (2004). «Testing Theories Of Discrimination: Evidence From Weakest Link» (PDF). Journal of Law and Economics. 47. 431 páginas